# Universitat d'Estiu de Gandia
La Universitat d'Estiu de Gandia (UEG), va ser creada l'any 1984 per l'Ajuntament de Gandia amb l'objectiu de fer nàixer un centre obert de cultura i debat, així com connectar la ciutat amb el món universitari.
La primera edició es celebrar del 27 d'agost a l'1 de setembre en el col·legi Joan XXIII del Grau de Gandia amb uns 150 alumnes. La segona i tercera edició van suposar la seua projecció i consolidació i a partir de la quarta  (1987) el seu disseny es va fonamentar en un tema central que constitueix el denominador comú de totes les activitats, de caràcter interdisciplinari: el futur, Europa, les revolucions, ciutadans del món o el territori n'han estat alguns d'ells. Des de la cinquena edició la Universitat de València (UV) n'és entitat coorganitzadora. Des de l'any 2004 es va reconvertir en UIG o Universitat Internacional de Gandia, de la UVEG (Universitat de València, Estudi General) i en el 2008 es va constituir el Centre Internacional de Gandia, amb la intenció de començar a impartir ensenyament reglat. Aquestes darreres entitats han continuat organitzant la UEG durant dues setmanes del mes de juliol, amb tallers, cursos, seminaris i activitats de nit.
L'any 2013 celebrà els seus 30 anys i al 2024 va arribar a la 41ª edició. En el 2023-2024 es va realitzar una exposició commemorativa i es va publicar un llibre arran de les 40 edicions.
A les quatre primeres edicions municipals, del 1984 al 1987, el coordinador general va ser Jesús Eduard Alonso López i, a partir de la cinquena els directors, nomenats per la Universitat de València, van ser Josep Vicent Marqués (1988), Amando García Rodríguez (1989-93), Isabel Morant Deusa (1995-2000), Josep Lluís Barona i Vilar (2001), Rafael Gil Salinas (2002), Joan del Alcàzar Garrido (2003-2011), Josep Montesinos i Martínez (2012-2015), Emili Aura Tortosa (2016-2019), y des de 2020 Carme Melo Escrihuela. L’any 1994 hi va haver un equip de direcció conformat per Pedro Ruiz Torres, Joan B. Llinares, Antoni Furió, Isabel Martínez Benlloch, Alfons Cervera, Neus Campillo, Àngel Sanmartín (UV), Antonio Arjona, Eudald Gonzàlez i Alícia Pastor (Ajuntament de Gandia).